# Vipps
Vipps ist ein norwegischer Mobile-Payment-Service. Nach der Einführung im Jahr 2015 entwickelte sich Vipps in Norwegen zum nutzerstärksten Mobile-Payment-Service.

## Geschichte
Vipps wurde im Juni 2015 von DNB eingeführt. Bis August 2015 gab es bei Transaktionen bis 2000 NOK eine Gebühr von einer Krone. Bei höheren Transaktionssummen lag die Gebühr bei einem Prozent des Betrags. Nachdem die Danske Bank aus Dänemark seinen Mobile-Payment-Service MobilePay in Norwegen gebührenfrei einführte, wurden auch bei Vipps Überweisungen bis zu 5000 NOK gebührenfrei. Innerhalb von zwei Jahren erreichte Vipps rund 2,5 Millionen User und wurde damit das dominierende mobile Zahlsystem in Norwegen.
Bis Februar 2017 gehörte Vipps zu DNB. Im Februar 2017 wurde mit Vipps AS eine eigenständige Gesellschaft mit insgesamt 106 Banken als Eigentümern gebildet. DNB blieb mit einem Anteil von zunächst 52 Prozent größter Eigentümer. Die Privatbank SpareBank 1 brachte sein eigenes mobiles Bezahlsystem mCash ein. Dessen Entwicklung wurde in der Folge eingestellt. Im Oktober 2017 unterzeichneten Vipps und die Danske Bank einen Vertrag, um zukünftig zusammenzuarbeiten. Die Entwicklung der App für Windows Phone wurde im selben Jahr aufgrund der geringen Nutzerzahlen eingestellt.
Vipps ist Gründungsmitglied der im September 2019 gegründeten European Mobile Payment Systems Association (EMPSA). Im Juni 2021 wurde verkündet, dass Vipps mit dem dänischen Service Mobilepay und dem finnischen Pivo fusioniert werden solle. Aufgrund von Einwänden der Europäischen Kommission kam es schließlich im Jahr 2022 nur zur Fusion der Unternehmen Vipps und MobilePay zu Vipps MobilePay. In Folge der Fusion wurde es möglich, Überweisungen zwischen Vipps und der in Dänemark und Finnland genutzten App MobilePay zu realisieren. Im Mai 2024 führte Vipps die Möglichkeit ein, zwischen den beiden norwegischen Schriftsprachen Bokmål und Nynorsk zu wechseln. Zuvor war der Dienst lediglich in Bokmål verfügbar.
Im Mai 2025 gab das Unternehmen bekannt, dass es der European Payments Alliance beigetreten sei, die als zukünftiges Ziel eine Interoperabilität ihrer Partner ausgibt. Dies würde vor allem Partnerunternehmen in Südeuropa betreffen.

## Funktionsweise
Überweisungen mittels Vipps können anhand von Mobilnummern vorgenommen werden. Um ein Konto einrichten zu können, müssen die User 15 Jahre alt sein sowie unter anderem eine norwegische Adresse, Identifikationsnummer und Mobilnummer sowie ein Konto bei einer norwegischen Bank haben. Mit Vipps under 15 existiert eine Version, in der Eltern über ihre Accounts vollen Einblick in die Transaktionen ihrer Kinder haben und Einstellungen setzen können.

## Name
Der Name leitet sich von der norwegischen Interjektion vips ab, die für schnelle, überraschende Bewegungen verwendet wird. Für Vipps-Transaktionen wird im Norwegischen das Verb „å vipse“ bzw. „å vippse“ verwendet. Der Språkrådet empfiehlt die Schreibweise mit nur einem P.